# Seemannslos (1923)
Seemannslos ist ein US-amerikanischer Abenteuerfilm aus dem Jahr 1923 von Irvin Willat mit Malcolm McGregor, Billie Dove und Lon Chaney sr. in den Hauptrollen. Der Stummfilm wurde von der Metro Pictures Corporation produziert und basiert auf dem Roman All the Brothers Were Valiant von Ben Ames Williams (1889–1953).

## Handlung
Joel Shore wird Kapitän des Walfangschoners, der früher von seinem mutigen Bruder Mark geführt wurde, der auf See verschollen ist. In Begleitung seiner Braut Priscilla Hilt, die Joel für feige hält, stechen sie in See, um Wale zu jagen. 

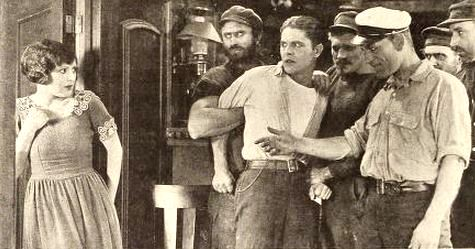
Szenenfoto mit Billie Dove (l.), Malcolm McGregor (Mi. vorne) und Lon Chaney sr. (r. vorne)

Mark taucht wieder auf, erzählt von versteckten Perlen und stachelt die Mannschaft zur Meuterei an, als Joel sich weigert, sein Schiff vom Kurs abzubringen, um den Schatz zu bergen. Mark kommt Joel schließlich zu Hilfe, fällt aber über Bord. Joel versucht erfolglos, ihn zu retten. Priscilla erkennt schließlich den Heldenmut ihres Mannes an.

## Hintergrund
Am 29. Juli 1922 wurde bekannt gegeben, dass die Hauptdreharbeiten innerhalb der nächsten drei Wochen in den Metro-Studios in Hollywood beginnen würden. Am 15. August 1922 wurde berichtet, dass der Drehbuchautor Julien Josephson seine Adaption fertiggestellt habe. Laut einer Pressemeldung vom 23. September 1922 wurde der Titel vorübergehend in Cold Courage geändert. Drei Tage später wurde mitgeteilt, dass Regisseur Irvin Willat und 39 Darsteller und Mitarbeiter vor Ort in San Francisco seien. Die Rückkehr der Truppe wurde am 28. Oktober 1922 vermeldet, um Innenaufnahmen in Hollywood zu drehen. Ein Artikel vom 4. November 1922 vermerkte, dass die Truppe die Woche mit Außenaufnahmen in Balboa Beach verbrachte. 
Im März 1923 wurde ein angeblich von Billie Dove stammender Brief abgedruckt, in dem sie der Kolumnistin Myrtle Gebhart das Abenteuer schilderte. Die Produktion fand an Bord des Walfangschiffs Carolyn Frances vor der Küste von Trinidad in Kalifornien statt. Dove beschrieb die Tötung eines außergewöhnlich großen Buckelwals, die für den Film gefilmt wurde. Am 22. Dezember 1922 wurde mitgeteilt, dass Chefkameramann Robert Kurrle seine Arbeiten abgeschlossen habe.
Metro-Goldwyn-Mayer, in die 1924 Metro Pictures aufging, produzierte in der Folge zwei Neuverfilmungen des Romans. 1928 entstand unter der Regie von William Nigh Across to Singapore (dt. Titel Pflicht und Liebe). 1953 drehte Richard Thorpe Die schwarze Perle. Mit dem 1949 von Henry Hathaway gedrehten Down to the Ships in Sea, der in Deutschland ebenfalls unter dem Titel Seemannslos erschien, hat der vorliegende Film nichts zu tun.
Da keine Kopien der sieben Filmrollen existieren, gilt der Film als verschollen.

## Veröffentlichung
Die Premiere des Films fand am 19. Januar 1923 in New York statt. 1925 kam er in Österreich in die Kinos, 1926 im Deutschen Reich.